# معمار (فیلم)
معمار (انگلیسی: The Architect) فیلمی است که در سال ۲۰۰۶ منتشر شد. از بازیگران آن می‌توان به آنتونی لاپالیا، ویولا دیویس، ایزابلا روسلینی، هایدن پانتیر و سباستین استن اشاره کرد.